# Emil Lemnaru
Emil Lemnaru (n. 1947 Onești) a fost primar al Municipiului Onești, județul Bacău în perioada 1996 - 2012 fiind ales cu o majoritate de voturi la toate cele 4 campanii (1996, 2000, 2004, 2008) din partea Partidului Social Democrat. 